# Escassefort
Escassefort település Franciaországban, Lot-et-Garonne megyében. Lakosainak száma 654 fő (2022. január 1.). Escassefort Seyches, Lachapelle, Marmande, Mauvezin-sur-Gupie, Saint-Avit és Virazeil községekkel határos.

## Népesség
A település népességének változása:
| Lakosok száma | 505  | 424  | 540  | 561  | 594  | 581  | 600  | 614  | 612  | 654  |
|               | 1968 | 1982 | 1990 | 2006 | 2013 | 2015 | 2017 | 2019 | 2020 | 2022 |